# Jean Marc von der Weid
Jean Marc Fréderic Charles von der Weid (Rio de Janeiro,  9 de fevereiro de 1946) é um economista agrícola e ambientalista brasileiro.
Filho do  engenheiro de minas  Freddy Charles Henri Gaston von der Weid  e de Regina Sodré von der Weid (nascida Regina de Azevedo Sodré ), musicista e ativista, ex-presidente do Movimento Feminino pela Anistia e Liberdades Democráticas, Jean Marc iniciou sua atividade política no movimento secundarista. Em 1964, ingressou na Escola de Química da Universidade do Brasil (atual Escola de Química da Universidade Federal do Rio de Janeiro), onde cursou  engenharia química, entre 1964 e 1968. Foi presidente do centro de estudos da Escola e, em 1967, foi eleito presidente do diretório acadêmico.
Em 1968, começa a atuar na  Ação Popular (AP),organização política de esquerda  originária da  Ação Católica e criada durante um congresso da Juventude Universitária Católica (JUC), em 1962. 
Em meados de 1968, é condenado a dois anos de prisão, acusado de ter incendiado um carro do Exército e espancado um militar, durante as manifestações estudantis ocorridas em junho daquele ano.  
Passa a viver na clandestinidade devido à decretação de sua prisão pelas autoridades policiais. Mesmo assim, em 1968, durante a preparação do XXX Congresso da União Nacional dos Estudantes (UNE), aceita ser candidato à presidência  da entidade - proscrita pelo regime militar - representando a corrente "Unidade e Luta", liderada por Luís Travassos. Em outubro, participa do  Congresso, num sítio em Ibiúna, São Paulo. O local é invadido por tropas do 7° Batalhão Policial da Força Pública do Estado de São Paulo, sediado em Sorocaba, sob o comando do coronel Divo Barsoti, e mais de setecentos estudantes, incluindo seu principais líderes - dentre os quais se incluía Jean Marc - são presos. Porém, enquanto Vladimir Palmeira, Luís Travassos, José Dirceu,  Franklin Martins e outros integrantes da liderança estudantil eram encaminhados ao DEOPS, Jean Marc  consegue infiltrar-se no grupo de estudantes  que seriam levados de volta ao Paraná, e consegue assim escapar da prisão. 
Sempre na clandestinidade, em março de 1969 é eleito presidente  da UNE. Mas, na noite de 1º de setembro do mesmo ano, é preso  quando  visitava um grupo de estudantes na rua Fonte da Saudade, no Rio de Janeiro, e  levado ao Cenimar, na  base da naval  na Ilha das Flores.  Em decorrência de sua prisão, a presidência da UNE ficou vaga por algum tempo, até que os diretores decidiram indicar para o cargo Honestino Guimarães, vice-presidente da entidade.
Enquanto isso, no Cenimar, "me encheram de porrada vários dias. Minha sorte foi ter ocorrido o sequestro do embaixador americano cinco dias depois, e os caras me largaram. Azar, por outro lado, é que os sequestradores não sabiam que eu estava preso, pois tiraram o Travassos", conta Jean Marc.
Jean Marc ficou preso na Ilha das Flores até novembro de 1970, sendo então transferido para  a Base Aérea do Galeão, que, segundo recorda,  "era uma base pesada, comandada pelo  [João Paulo] Burnier, um dos maiores facínoras das Forças Armadas. Ele fez ameaças pessoais, dizia que se matassem o embaixador suíço me matava, e 'fica um suíço pelo outro', porque eu tenho dupla nacionalidade." 
Permaneceu na base do Galeão até 15 de janeiro de 1971, quando afinal foi trocado pelo embaixador suíço, Giovanni Bucher, que havia sido sequestrado por guerrilheiros da  Vanguarda Popular Revolucionária. Assim como os demais presos políticos trocados pelo embaixador, Jean Marc foi banido do Brasil, seguindo então para o Chile   e depois para a França, onde se graduou  em Economia Agrícola (1976). Ainda na época do exílio,  ingressou no mestrado em Economia Agrícola. Foi coordenador dos comitês de anistia na Europa até sua volta ao Brasil, após a promulgação da lei da anistia, em 1979.
Como economista agrícola, tem atuado na AS-PTA – Agricultura Familiar e Agroecologia, uma  entidade  sem fins lucrativos  fundada em 1983, cujo trabalho é voltado para o fortalecimento da agricultura familiar e a promoção do desenvolvimento rural sustentável no Brasil.Também é membro da ANA - Articulação Nacional de Agroecologia, entidade criada em dezembro de 2002  